# Ludwig Zimmermann (Historiker)
Ludwig Zimmermann (* 11. März 1895 in Schachten; † 25. März 1959 in Riffian, Südtirol) war ein deutscher Neuzeithistoriker und Professor an der Universität Marburg sowie von 1935 bis zu seinem Tod an der Universität Erlangen.
Der Lehrersohn legte 1914 das Abitur in Kassel ab und leistete Wehrdienst im Ersten Weltkrieg. 1918 wurde er zum Leutnant der Reserve ernannt. Er studierte ab 1918 an den Universitäten Göttingen, Heidelberg und Marburg und promovierte dort 1926. Im gleichen Jahr wurde er nach dem Referendariatsjahr 1922/23 auch zum Studienrat in Marburg ernannt. 1931 folgte die Habilitation in Marburg. 1935 übernahm Zimmermann eine Professur an der Universität Erlangen. 1944 forschte er für das Auswärtige Amt in Paris zu den Hintergründen des französischen Ruhrkampfs 1923. Im Sinne der NS-Erziehung schrieb er mit an mehreren neuen Geschichtslehrbüchern unter Moritz Edelmann in der Reihe Volkwerden der Deutschen. Daneben arbeitete er zur fränkischen und hessischen Landesgeschichte.
Zimmermann war seit 1927 in der Fichte-Gesellschaft von 1914, trat am 1. Juni 1933 in die NSDAP ein. Er war im Nationalsozialistischen Lehrerbund und fungierte als SA-Rottenführer. Im November 1933 unterzeichnete er das Bekenntnis der Professoren an den deutschen Universitäten und Hochschulen zu Adolf Hitler.
Zimmermann war seit 1924 verheiratet und hatte fünf Kinder.

## Schriften (Auswahl)
- Frankreichs Ruhrpolitik von Versailles bis zum Dawesplan, hg. v. Walther Peter Fuchs, Musterschmidt, Göttingen 1971
- Der Imperialismus: Seine geistigen, wirtschaftlichen und politischen Zielsetzungen, Ernst Klett, Stuttgart 1955 (mehrere Auflagen in der Reihe Quellen- und Arbeitshefte zur Geschichte und Gemeinschaftskunde)
- Deutschland und die großen Mächte 1918–1932, Ernst Klett, Stuttgart 1956 (Reihe Quellen- und Arbeitshefte zur Geschichte und Gemeinschaftskunde)
- Die Einheits- und Freiheitsbewegung und die Revolution von 1848 in Franken, Schöningh, Würzburg 1951
- Deutsche Geschichte von 1648–1871 Teubner, 5. durchges. Aufl. Berlin Leipzig 1943  (= Volkwerden der Deutschen Kl. 4)